# Eldaniz Zeynalov
Eldaniz Zeynalov (en azerí: Eldəniz Zeynalov) fue un actor de teatro y de cine de Azerbaiyán, Artista del pueblo de la República de Azerbaiyán (2000).

## Biografía
Eldaniz Zeynalov nació el 1 de enero de 1937 en Bakú. En 1956-1972 estudió en la Universidad Estatal de Cultura y Arte de Azerbaiyán. Él fue estudiante del famoso actor y pedagogo de Azerbaiyán, Adil Isgandarov. Su primer papel en la escena profesional fue la película “¿Dónde está Ahmed?” en 1963. Después de graduarse de la universidad, empezó a trabajar en el Teatro Académico Estatal de Drama de Azerbaiyán. Su primer papel en teatro fue “Gunduz” en la obra teatral “Sevil”. El actor fue galardonada con el título Artista de Honor de la RSS de Azerbaiyán en 1974 y el título Artista del pueblo de la República de Azerbaiyán en 2000.
Eldaniz Zeynalov murió el 5 de noviembre de 2001 en Bakú.

## Filmografía
- 1963 – “¿Dónde esta Ahmed?”
- 1966 - “La vida es bella”
- 1969 - “En la ciudad del sur”[3]
- 1969 – “Nuestro profesor Cabish”
- 1970 - “Mis siete hijos”
- 1974 - “Las páginas de la vida”
- 1975 - “Cuatro domingos”
- 1977 - “Hacia volcán”
- 1980 – “Evento de tráfico”
- 1980 - “Me espera”
- 1985 - “El robo del novio”

## Premios y títulos
- Artista de Honor de la RSS de Azerbaiyán (1974)
- Artista del pueblo de la República de Azerbaiyán (2000)